# Ajmunds bro
Ajmunds bro ligger väster om Mästerby på Gotland.

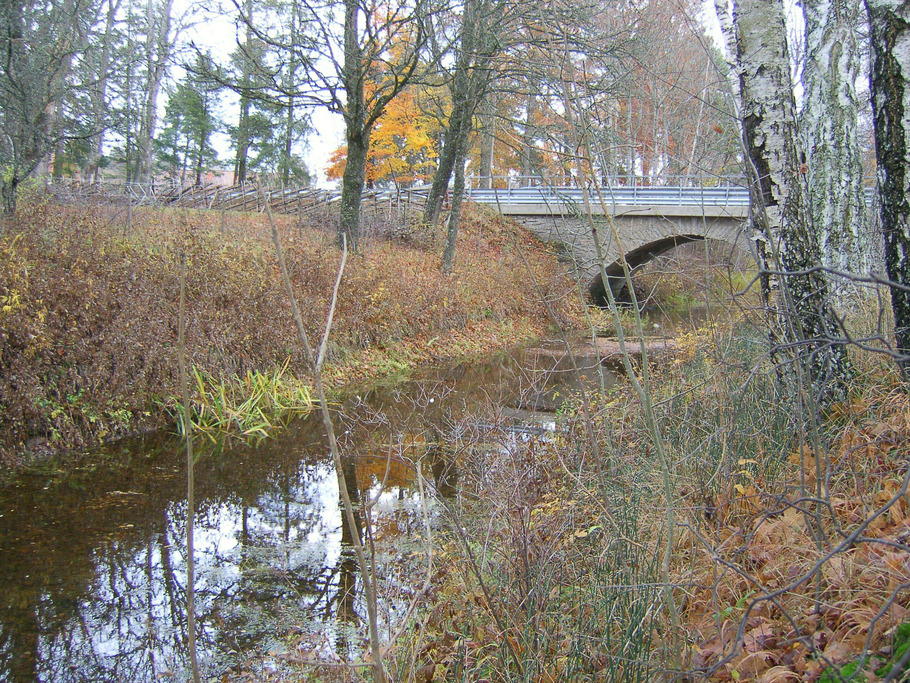
Den nuvarande bron över Sudertingsån ligger troligen på ungefär samma plats som sin medeltida föregångare. Här var en idealisk plats att försöka stoppa invasionsarmén

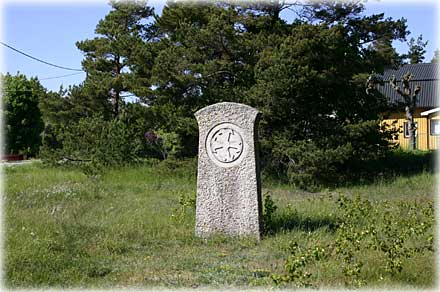
Minnessten i Mästerby vid Ajmunds bro står minnesstenen, rest 1961, 600 år efter Atterdag, för att hedra de gutar som slogs för sin frihet.

Ajmunds bro var först byggd i trä men byggdes om i sten 1924 och renoverades på 1970-talet. Platsen har varit viktigt för södra Gotland historiskt på grund av att södra Gotlands tingshus låg här och här fanns galgbacke och spöplats. År 1361 utspelades slaget vid Mästerby vid Ajmunds bro, och 1961 restes en minnessten.
Vid den ryska ockupationen av Gotland 1808 som varade i 22 dagar mötte den ryska ockupationsstyrkan ett bondeuppbåd vid Ajmunds bro. Styrkorna bedömdes jämbördiga och gotlänningarna gav sig utan strid. Hans Björkegren har skrivit en historisk roman om händelserna, Bron vid Ajmunds.